# Camaegeria xanthopimplaeformis
Camaegeria xanthopimplaeformis is een vlinder uit de familie wespvlinders (Sesiidae), onderfamilie Sesiinae. De wetenschappelijke naam van de soort is, als Lepidopoda xanthopimplaeformis, voor het eerst geldig gepubliceerd in 1955 door Viette.
De soort komt voor in Madagaskar. Het type werd in december 1929 door A. Seyrig in een bos ten noorden van Anivorano, langs de spoorweg Tananarive-Tamatave, in het oosten van Madagaskar verzameld, en wordt bewaard in MNHN. Bartsch & Berg plaatsten de soort in 2012 in het geslacht Camaegeria.

## Synoniemen
- Lepidopoda xanthopimplaeformis Viette, 1955
  - Tipulamima xanthopimplaeformis (Viette, 1955)